# Joël Abati

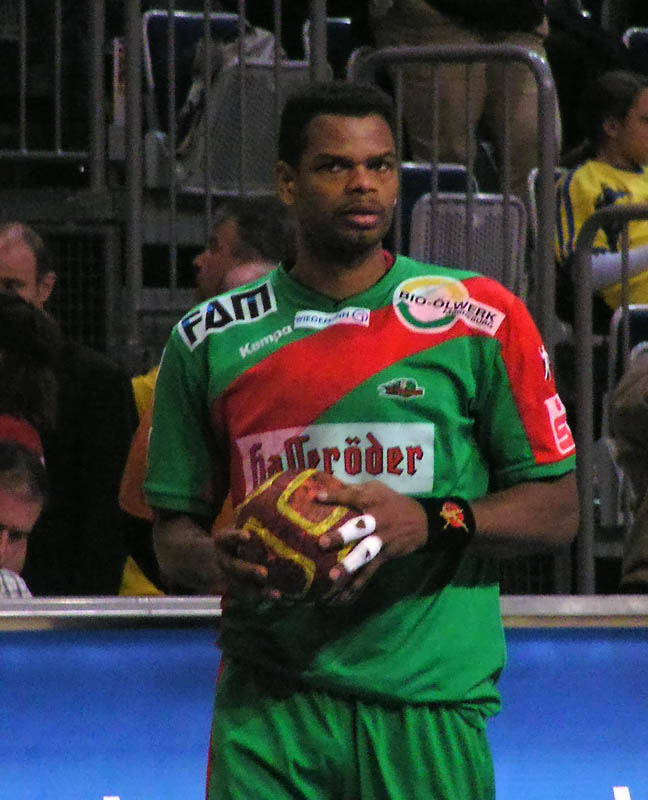
Joël Abati z piłką

Joël Marc Abati (ur. 25 kwietnia 1970 roku w Fort-de-France) – urodzony na Martynice piłkarz ręczny reprezentacji Francji.

## Życiorys
Grał na pozycji prawoskrzydłowego, a także prawego rozgrywającego. Do Francji przeniósł się w wieku 15 lat. W kadrze francuskiej zadebiutował w 1995 roku, w meczu przeciwko Białorusi.
Zdobył złoty medal olimpijski podczas Igrzysk Olimpijskich 2008 w Pekinie.
W 2009 roku w Chorwacji wywalczył mistrzostwo Świata. W finale ekipa Francji pokonała Chorwację 24:19.
Obecnie po zakończeniu kariery zaangażował się w pracę polityka, a także wspiera rozwój swojego byłego klubu Montpellier HB.

## Sukcesy

### reprezentacyjne
Mistrzostwa świata:
- (2001, 2009)
- (2003, 2005)

Mistrzostwa Europy:
- (2006)
- (2006)

Igrzyska Olimpijskie:
- (2008)

### klubowe
Mistrzostwa Francji:
- (2008)

Mistrzostwa Niemiec:
- (2001)

Liga Mistrzów:
- (2002)

Puchar EHF:
- (1997, 2001, 2007)

Puchar Francji:
- (1997, 2008)

## Odznaczenia
- Kawaler Narodowego Orderu Zasługi[1]
- Kawaler Legii Honorowej[2]